# Palacio Real de San Carlos de la Rápita
El Palacio Real de San Carlos de la Rápita es un edificio inacabado del siglo XVIII situado en la localidad de San Carlos de la Rápita, en la provincia de Tarragona, Cataluña (España). Fue encargado por el rey Carlos III de España como parte de su Plan de Real Población para la Bahía de los Alfaques, que pretendía convertir la ciudad en un importante puerto comercial del mar Mediterráneo.

## Historia
En 1785, Carlos III de España se hospedó en la Torre Sol de Riu (Vinaròs) para supervisar las obras del puerto de San Carlos de la Rápita. Durante su estancia, decidió construir un palacio real que sirviera como residencia de verano y centro representativo de la corte en la zona.
El proyecto fue diseñado por el ingeniero militar Pedro Martín Cermeño e incluía un conjunto urbanístico con plaza central, edificios administrativos, cuarteles y almacenes. La muerte del monarca en 1788 paralizó las obras, que nunca llegaron a completarse.

## Estado actual
En la actualidad, se conservan ruinas parciales conocidas como Les ruïnes del Palau Reial, catalogadas como Bien de Interés Cultural. Forman parte del patrimonio histórico de San Carlos de la Rápita y son visitables.
Fue adquirida por el Ayuntamiento en 1997 a la familia Carvallo, y rehabilitada entre 2003 y 2011, destinada a usos culturales..